# Break the Ice (Britney Spears-dal)
A "Break the Ice" Britney Spears harmadik kislemeze a Blackout-ról.  Kislemez formában 2008 március 4-én, a hozzá tartozó videóklip 2008 március 12-én jelent meg. A dal világszerte mérsékelt sikereket ért el, a Billboard Hot 100 listáján a 100. helyen debütált, majd a 43. pozícióig jutott.

## Videóklip
Eredetileg a Fabolous-szal készített remixet adták volna ki harmadik kislemezként, a videókliphez meg is voltak az elképzelések, Britney egy székes koreográfiát adott volna elő. Más forrás azt is állítja, hogy a klipet a Jeges-tengernél forgatták volna. Britney egészségügyi állapota miatt a kiadó egy anime stílusú klip mellett döntött. A klip Dél-Koreában készült el, a rendezője Robert Hales volt. A videó koncepcióját Britney találta ki, az ő ötlete volt a klipben látható hősnő karaktere. A klip 2008 március 12-én debütált a BlackoutBall.com-on. A weboldalt kizárólag a klip premierje miatt hozták létre, a rajongók tudtak egymással csetelni is az oldalon.
A videó kezdetében Britney hősnő karaktere egy magas épület tetején áll egy futurisztikus városban. Britney-n fekete body ruha és egy hosszú csizma van. A klipben Britney egy sereg klón ellen megküzd. A klip végén feltűnik a "to be continued" felirat.
A videóklipet 2009 október 24-én töltötték fel Britney VEVO csatornájára, 2024-ig pedig már 95 millióan megtekintették a YouTube- on.

## Élő előadások
A dalt felhasználták a Circus turnén egy átvezetővideóhoz. 2013 decemberében a Britney: Piece of Me dallista része lett, 2016-tól a dalt már újabb koreográfiával adta elő az énekesnő. Britney fellépett a számmal az Apple Music Festival-on 2016 szeptember 27-én.

## Slágerlistás helyezések
| Chart (2008)                          | Peak position |
| ------------------------------------- | ------------- |
| Ausztrália (ARIA)                     | 23            |
| Ausztria (Ö3 Austria Top 40)          | 39            |
| Belgium (Ultratop 50 Flanders)        | 7             |
| Belgium (Ultratop 50 Wallonia)        | 3             |
| Kanada (Canadian Hot 100)             | 9             |
| Csehország (Rádio Top 100)            | 15            |
| Dánia (Tracklisten Top 40)            | 13            |
| European Hot 100 Singles              | 31            |
| Finnország (Singlet Top 20)           | 8             |
| Németország (Media Control Charts)    | 25            |
| Olaszország (FIMI)                    | 9             |
| Hollandia (Single Top 100)            | 61            |
| Új-Zéland (Recorded Music NZ)         | 24            |
| Svédország (Sverigetopplistan)        | 11            |
| Svájc (Schweizer Hitparade)           | 63            |
| Egyesült Királyság (UK Singles Chart) | 15            |
| US Billboard Hot 100                  | 43            |
| US Billboard Pop Songs                | 21            |
| US Billboard Hot Dance Club Play      | 1             |

| Chart (2008)           | Position |
| ---------------------- | -------- |
| Canadian Singles Chart | 58       |
| Swedish Singles Chart  | 76       |

## Minősítések
| Ország                  | Minősítés | Eladás  |
| ----------------------- | --------- | ------- |
| Egyesült Államok (RIAA) | Arany     | 713,000 |
| Ausztrália (ARIA)       | Arany     | 70,000  |
| Dánia (IFPI)            | Arany     | 7,500   |